# Partido Liberal Progresista (Bahamas)
El Partido Liberal Progresista (Progressive Liberal Party o PLP en inglés) es un partido político bahamés, que es el partido actual gobernante desde el 17 de septiembre de 2021.

## Resumen histórico del partido
El Partido Liberal Progresista fue fundado en el año 1953, siendo el partido político más histórico de las Bahamas. Se fundó inicialmente para abrir la conversación política a temas que conciernen la población mayoritaria de negros, y para protestar fraude electoral, la oligopolia por parte de los diputados denominados los "Bay Street Boys" y para dar más representación en el Parlamento a los intereses de la mayoría de población. Históricamente, estaba el 'partido de los negros', en contraposición al derechista Partido Unido Bahamense (UBP) que fue apoyado mayormente por blancos y mulatos.
En el año 1962, el Partido ganó la mayoría del voto popular pero no ganó la elección debido a cambios estratégicos de los distritos por el gobierno oficialista. El UBP ganó la mayoría de escaños en dicha elección. En las elecciones de 1967, el UBP ganó el voto popular pero solamente 18 escaños empatando el PLP que ganó 18 igual. Randol Fawkes, diputado del Partido Laborista y el Independiente Alvin Braynen unieron sus fuerzas con el PLP para conformar un gobierno, con Lynden Pindling siendo el primer Premier negro de las Bahamas, y luego el primer ministro de las Bahamas. El PLP impulsó políticas para obtener independencia total del Reino Unido, la cual se cedió por Inglaterra en 1973, y se celebra el 10 de julio. El PLP y Pindling tendría el poder por más de 25 años hasta que perdiera ante el derechista Movimiento Nacional Libre y su líder ex-progresista Hubert Ingraham en 1992. 
El PLP inicialmente fue caracterizado por la nacionalización de empresas privadas y mixtas pero también por la reducción de impuestos y la reforma arancelaria: políticas que originaron desarrollo mixto en la economía bahamesa. en 1991 los Progresistas también suprimieron la ley contra la homosexualidad, la cual había sido virtualmente ilegal en nación. La política sobre las telecomunicaciones significaron control total de la televisión y la radio bahamense, el cual facilitó la falta de espacio político para opiniones diversas y críticas constructivas al gobierno de Pindling. Esta fue una de las causas de su derrota en 1992 ante Hubert Ingraham.

## La gran derrota de 1992
El Partido Liberal Progresista perdió su primera elección en más de 25 años en 1992. El PLP perdió nuevamente ante su rival Hubert Ingraham y el Movimiento Nacional Libre en 1997. Pindling concedió las elecciones y renunció su cargo como líder del partido, y como líder la oposición. Los candidatos principales para suceder al Pindling fueron el ginecólogo, exministro de Comercio y Alimentos, y Diputado por el distrito de Bain Town, Bernard J. Nottage (apodado BJ), y Perry Gladstone Christie Diputado por el distrito de Centreville. Aunque Nottage tenía la fama popular y la experiencia, Christie tenía la aprobación pública del exlíder Lynden Pindling. A causa de esas circunstancias, Christie ganó el liderato del PLP. En 2002, Hubert Ingraham decidió a cumplir su promesa electoral de servir solamente dos mandatos, y el FNM eligió a O.A. Turquest (apodado Tommy Turquest) para guiar el partido a partir de las elecciones de 2002. El FNM perdió y Christie fue designado primer ministro por primera vez.

## Resultados electorales
| Año  | Votos  | %     | Escaños | +/-         | Posición | Gobierno         |
| ---- | ------ | ----- | ------- | ----------- | -------- | ---------------- |
| 1956 | 7.152  | 32,60 | 6/29    |             | 2.º      | Oposición        |
| 1962 | 32.261 | 44,00 | 8/33    | 2           | 2.º      | Oposición        |
| 1967 | 18.452 | 42,83 | 18/38   | 10          | 2.º      | Coalición        |
| 1968 | 29.156 | 66,51 | 29/38   | 11          | 1º       | Mayoría absoluta |
| 1972 | 29.628 | 59,00 | 29/38   | Sin cambios | 1.º      | Mayoría absoluta |
| 1977 | 35.090 | 54,74 | 30/38   | 1           | 1.º      | Mayoría absoluta |
| 1982 | 42.995 | 56,90 | 32/43   | 2           | 1.º      | Mayoría absoluta |
| 1987 | 48.339 | 53,50 | 31/49   | 1           | 1.º      | Mayoría absoluta |
| 1992 | 50.258 | 44,70 | 16/49   | 15          | 2.º      | Oposición        |
| 1997 | 49.932 | 41,90 | 6/40    | 10          | 2.º      | Oposición        |
| 2002 | 66.897 | 51,78 | 29/40   | 23          | 1.º      | Mayoría absoluta |
| 2007 | 64.648 | 46,96 | 18/41   | 11          | 2.º      | Oposición        |
| 2012 | 75.815 | 48,62 | 29/38   | 11          | 1.º      | Mayoría absoluta |
| 2017 | 59.253 | 36,94 | 4/39    | 25          | 2.º      | Oposición        |
| 2021 | 66.407 | 52,53 | 32/39   | 28          | 1.º      | Mayoría absoluta |